# Mario Vrančić
Mario Vrančić (mâːrio ʋrâːntʃitɕ; nascut el 23 de maig de 1989) és un futbolista professional bosnià que juga com a centrecampista pel Norwich City FC de la Premier League i per l'equip nacional de Bòsnia i Hercegovina.